# Stazio Gellio
Stazio Gellio (in latino Statius Gellius; IV secolo a.C. – dopo il 305 a.C.) è stato un condottiero sannita, ricordato da Tito Livio nel libro IX dei suoi Ab Urbe condita libri, comandante in capo dei Sanniti (meddix) nella battaglia di Boviano durante la seconda guerra sannitica.

## Biografia
Tito Livio ricorda Stazio Gellio come comandante delle difese sannite contro l'esercito romano che convergeva in due colonne, comandate rispettivamente dai consoli Tiberio Minucio Augurino e Lucio Postumio Megello, verso la roccaforte di Bovianum.
Gellio fu sconfitto e cadde prigioniero dei Romani insieme a numerose insegne militari del suo esercito.